# 판트라키코스 FC
판트라키코스 FC(그리스어: ΑΠΣ Πανθρακικός)는 코모티니를 연고로 하는 그리스의 축구 클럽이다. 현재는 그리스의 2부 축구 리그인 풋볼 리그에 참가하고 있다.

## 역대 감독
| 감독                | 임기 |
| ------------------- | ---- |
| 일리에 두미트레스쿠 | 2009 |